# Краснобокий топаколо
Краснобокий топаколо (лат. Eugralla paradoxa) — вид воробьиных птиц семейства топаколовых (Rhinocryptidae), единственный представитель одноимённого рода (Eugralla). Подвидов не выделяют. Распространён в Чили и на западе Аргентины.

## Описание
Краснобокий топаколо — небольшая птица длиной 14,5 см и массой от 25 до 30,5 г. Основание надклювья приподнято, что делает непрерывным профиль надклювья и лба. Верхняя часть тела тёмно-серая, нижняя часть надхвостья светло-коричневая, хвост тёмно-коричневато-серый. Горло и грудь серые, середина нижней части брюха от светло-серого до белого цвета, бока коричневатые, нижняя часть брюха глинистого цвета. Радужная оболочка тёмно-коричневая; клюв черноватый с серым основанием; цевка ярко-жёлтая. Ювенильные особи полностью от тёмно- или бледно-коричневого до рыжеватого цвета.

## Вокализация
Песня представляет собой серию из 3—5 коротких, резких нот «check»; каждая нота продолжительностью одна секунда, с интервалом между нотами 2—4 секунды, каждая с понижением от 3,6 до 2, 2 кГц. Тревожная песня в более быстром темпе, с 5—12 нотами в серии, каждая длится секунды, громкость увеличивается с первыми несколькими нотами в каждой серии. Контактное общение между полами выражается более мягким «kek» при 1,6-1,7 кГц.

## Распространение и места обитания
Краснобокий топаколо распространён в центральной части Чили от области Мауле до области Лос-Лагос, а также в прилегающих к Чили областях Аргентины (юго-запад провинции Неукен, запад провинции Рио-Негро и северо-запад провинции Чубут).
Обитает в густом влажном подлеске с преобладанием нотофагуса и зрелых вторичных редколесий, особенно бамбука. Встречается от уровня моря до высоты 1000 м над уровнем моря.

## Биология
Краснобокий топаколо редко летает, предпочитая бегать и прыгать по земле. Обычно передвигается парами, члены которых поддерживают голосовой контакт. Добывает пищу неуклюже подпрыгивая и отбрасывая землю и листья двумя лапами одновременно. Питается членистоногими.
В одном сезоне размножения обычно две кладки: в сентябре и ноябре. Гнездо шаровидной формы, диаметром 14—18 см, с боковым входом, сооружается из сухой и мягкой травы, часто покрыто сухими листьями, внутри выстилается мягкой травой. Располагается в густом кустарнике, на небольшом дереве или куче сухих веток на высоте 1—2 м от земли (иногда до 7 м). Гнездовая камера диаметром 8 см, расположена на 5—6 см ниже входного отверстия. В кладке два яйца (редко три) размером 23,4 × 18,9 мм. Птенцов выкармливают оба родителя.